# Kristian Lundeberg
Kristian Wilhelm Lundeberg, född den 31 augusti 1866 i Hille församling, Gävleborgs län, död den 1 april 1948 i Stockholm, var en svensk brukspatron. Han var son till Christian Lundeberg samt far till Erik och Gerard Lundeberg.
Lundeberg avlade avgångsexamen vid Stockholms bergsskola 1888. Han var ingenjör vid Forsbacka järnverk 1890–1896 och disponent där 1896–1908. Han var styrelseledamot i Allmänna livförsäkringsbolaget Oden med flera bolag. Lundeberg blev riddare av Vasaorden 1905. Han vilar på Norra begravningsplatsen utanför Stockholm.